# Primer plano (programa de televisión chileno, 1999-presente)
Primer plano es un programa de televisión chileno de espectáculos, emitido por Chilevisión desde el 17 de septiembre de 1999 hasta el 28 de diciembre de 2018 en su primera etapa, y desde el 8 de diciembre de 2024 en su segunda etapa.

## Historia
El origen de Primer plano se remonta a 1999, cuando el periodista Eugenio Salinas propuso la creación de un noticiario centrado en espectáculos inspirado en E! News. La iniciativa fue aprobada por el entonces director de prensa de Chilevisión, Alejandro Guillier.
El programa debutó el 17 de septiembre de 1999 como un espacio de espectáculos emitido los días domingos, con la conducción de los periodistas Eugenio Salinas y Carolina Gutiérrez.
El 14 de octubre de 2001, Carolina Gutiérrez dejó la conducción tras asumir nuevas funciones dentro de la estación, siendo reemplazada por la actriz Carolina Fadic, quien condujo junto a Salinas hasta el 28 de enero de 2002.
En marzo de 2002, el programa fue trasladado al horario nocturno de los viernes, incorporando un nuevo equipo de conductores conformado por Carolina Fadic, Giancarlo Petaccia y Patricia Larraín, esta última proveniente del equipo de noteros del espacio. El 12 de octubre de ese mismo año, Carolina Fadic falleció a raíz de un accidente vascular, ocurrido luego de cubrir una nota para el programa durante un evento de la firma Christian Dior.
A partir de la temporada 2003, Primer plano dejó atrás su enfoque cultural inicial para orientarse de manera definitiva hacia la farándula y el espectáculo local. En la temporada 2004, se incorporaron como panelistas Martín Cárcamo, Rita Cox y Andrés Baile.
En 24 de junio de 2005, Petaccia y un equipo del programa viajaron a Playa del Carmen para cubrir la entrega de Los Premios MTV, pero quedaron atrapados en ese país por el huracán Wilma. A su regreso a Chile, mostrarían un reportaje de su experiencia con el desastre.
A fines de 2005, Patricia Larraín dejó el programa, y así mismo lo haría Giancarlo Petaccia, quien en marzo de 2006 renunció para emigrar a Mega y conducir el espacio de farándula Mira quién habla. Ambos animadores serían reemplazados por Julián Elfenbein, Carola Julio y Jordi Castell, a quienes luego se sumaría Francisca García-Huidobro y Pamela Díaz. Esta última, protagonizó un «docu-reality», emitido dentro del mismo espacio, llamado Agenda de una novia, que retrató su vida en los días previos a su matrimonio con el futbolista Manuel Neira.
En noviembre de 2007, Díaz sería congelada en el espacio tras haber hecho declaraciones en un medio de comunicación sobre sus compañeros de trabajo. A mediados de diciembre de 2007 sería publicado en YouTube un vídeo grabado con un teléfono celular en donde aparecían García-Huidobro, Elfenbein, Castell y Díaz, insultando a la otra conductora, Carola Julio, mientras ésta aún no llegaba a una grabación para el programa. Esto provocaría la renuncia de Julio, la salida de Pamela Díaz de Chilevisión, y las disculpas públicas del resto de los animadores. Más tarde Elfenbein también dejó el espacio.
A inicios de 2008, se realizaron capítulos especiales denominados Fiesta Primer Plano Unplugged, que fueron conducidos por García-Huidobro y Jordi Castell. La temporada 2008 comenzó en marzo, con la animación de García-Huidobro y Castell, a quienes se suma el periodista Ignacio Gutiérrez.
A la emisión de cada viernes del programa, en 2010 se sumó una segunda edición semanal cuyo nombre era Primer plano non stop, conducido por Jordi Castell y la modelo argentina Carolina "Pampita" Ardohaín.
En la temporada 2011 se integraron como panelistas Jaime Coloma, Carola Honorato y Juan Pablo Queraltó. En noviembre, ante la salida de Honorato, se integró Daniela Aránguiz, quien solo duró dos episodios ya que renunció por no querer referirse a su vida privada.
Durante el LIII Festival Internacional de la Canción de Viña del Mar, en febrero de 2012, se realizó un programa denominado Primer plano Viña 2012 donde se contaban todos los detalles y entretelones del Festival, siendo emitido los días martes y miércoles a las 22:30 horas.[cita requerida]
El 29 de agosto de 2014 Primer plano celebró sus 15 años de historia. Para esto se realizó un programa especial desde el Casino Enjoy de Santiago con una alfombra roja que fue conducida por cinco animadores de distintas épocas: Carolina Gutiérrez, Giancarlo Petaccia, Carolina Julio, Francisca García-Huidobro y Julio César Rodríguez. En los últimos minutos, se le rindió un homenaje a Carolina Fadic, conductora del espacio fallecida en 2002.
A comienzos de 2018, ante una nueva línea editorial de Chilevisión, Primer plano comenzó a blanquear sus contenidos, integrando a los panelistas Catalina Vallejos y el regreso de Juan Pablo Queraltó. El primer capítulo incluyó un homenaje al cantante Zalo Reyes, quien se presentó en vivo en la comuna de Conchalí.
Finalmente, el 28 de diciembre de 2018 se anunció que el programa entraría en receso, coincidiendo con el término de varios programas de farándula de la televisión chilena. Al año siguiente, su horario fue tomado por PH: Podemos hablar.
En octubre de 2024, Chilevisión anunció el regreso de Primer plano. El nuevo ciclo del programa pasó a emitirse el día domingo; y se estrenó el 8 de diciembre de 2024, volviendo Julio César Rodríguez, quien retoma la conducción en solitario sumado a un panel variable.

## Equipo

### Presentadores
| Año  | Presentador/a                                                               |
| ---- | --------------------------------------------------------------------------- |
| 1999 | Eugenio Salinas y Carolina Gutiérrez                                        |
| 2000 | Eugenio Salinas y Carolina Gutiérrez                                        |
| 2001 | Eugenio Salinas y Carolina Gutiérrez                                        |
| 2002 | Carolina Fadic, Giancarlo Petaccia y Patricia Larraín                       |
| 2003 | Giancarlo Petaccia y Patricia Larraín                                       |
| 2004 | Giancarlo Petaccia y Patricia Larraín                                       |
| 2005 | Giancarlo Petaccia y Patricia Larraín                                       |
| 2006 | Julián Elfenbein, Carolina Julio, Jordi Castell y Francisca García-Huidobro |
| 2007 | Julián Elfenbein, Carolina Julio, Jordi Castell y Francisca García-Huidobro |
| 2008 | Francisca García-Huidobro, Jordi Castell e Ignacio Gutiérrez                |
| 2009 | Francisca García-Huidobro, Jordi Castell e Ignacio Gutiérrez                |
| 2010 | Francisca García-Huidobro, Jordi Castell e Ignacio Gutiérrez                |
| 2011 | Francisca García-Huidobro, Jordi Castell e Ignacio Gutiérrez                |
| 2012 | Francisca García-Huidobro, Jordi Castell e Ignacio Gutiérrez                |
| 2013 | Francisca García-Huidobro, Jordi Castell e Ignacio Gutiérrez                |
| 2014 | Francisca García-Huidobro y Julio César Rodríguez                           |
| 2015 | Francisca García-Huidobro y Julio César Rodríguez                           |
| 2016 | Francisca García-Huidobro y Julio César Rodríguez                           |
| 2017 | Francisca García-Huidobro y Julio César Rodríguez                           |
| 2018 | Francisca García-Huidobro y Julio César Rodríguez                           |
| 2024 | Julio César Rodríguez                                                       |
| 2025 | Julio César Rodríguez                                                       |

### Panelistas
- Martín Cárcamo (2003-2004)
- Rita Cox  (2003-2004)
- Andrés Baile (2004-2005)
- Carla Ballero (2004-2005)
- Jordi Castell (2004-2005)
- Gerry Mielke  (2006)
- Pamela Díaz (2006-2007)
- Carolina Honorato (2011-2012)
- María Luisa Mayol (2012)
- Jaime Coloma (2011-2013)
- Lucía López (2014)
- Daniel Fuenzalida (2014)
- Francisca Merino (2015-2017)
- Pamela Jiles (2015-2017, 2024)
- Paulina Nin de Cardona (2015-2016)
- María Luisa Cordero (2016-2017)
- Constanza Ganem (2017-2018)
- Vasco Moulian (2017)
- Juan Pablo Queraltó (2011-2013, 2017-2018)
- Catalina Vallejos (2018)
- Patricia Maldonado (2024)
- Constanza Capelli (2024)

### Periodistas
- Patricia Larraín (2000-2002)
- Alejandra Valle (2000-2004)
- Juan Pablo Queraltó
- Constanza Ganem